# Cercasi Susan disperatamente
Cercasi Susan disperatamente (Desperately Seeking Susan) è un film del 1985 diretto da Susan Seidelman e interpretato da Rosanna Arquette, Madonna e Aidan Quinn.
Ispirato in parte al film: Céline e Julie vanno in barca (Céline et Julie Vont en Bateau), di Jacques Rivette, del 1974.
È stato presentato nella Quinzaine des Réalisateurs al 38º Festival di Cannes.

## Trama
Roberta, romantica e frustrata casalinga del New Jersey, moglie di un uomo distratto dai suoi affari, cerca di sfuggire alla noia leggendo gli annunci personali sui quotidiani. Un giorno tra questi ne nota uno in particolare: "Cercasi Susan disperatamente". L'annuncio è stato fatto pubblicare da Jim, il ragazzo di quest'ultima, e decide di scoprire chi sia la misteriosa Susan. Recatasi anche lei all'appuntamento, Roberta assiste di nascosto all'incontro tra Susan, rivelatasi una ragazza decisamente stravagante, e Jim. Roberta decide di seguire Susan; appena quest'ultima baratta in un negozio il suo vistoso giubbotto per un paio di scarpe, Roberta lo acquista immediatamente e lo indossa. A causa di ciò viene in seguito scambiata per lei, ignorando che Susan ha rubato due orecchini d'oro (in realtà preziosi reperti archeologici) a un amante incontrato ad Atlantic City, poi assassinato, e che è inseguita da un sicario incaricato di recuperarli. Avendo un incidente proprio per sfuggire al sicario, Roberta perde la memoria e, convintasi di essere Susan, cerca di ricostruire il proprio passato. Si ritroverà coinvolta in un complicato intrigo, ma alla fine, dopo aver recuperato la memoria, si libererà di molte delle sue inibizioni e troverà anche l'amore.

## Produzione
Madonna ha inciso per la colonna sonora del film il brano Into the Groove, che successivamente sarà contenuto nella ristampa dell'album Like a Virgin. 
Le musiche composte e utilizzate per la colonna sonora del film sono state utilizzate anche per la soap opera Flor - Speciale come te.

## Accoglienza
Il film, che ha incassato solo negli Stati Uniti oltre 27 milioni di dollari, segna il debutto di Madonna nel cinema come protagonista.

## Riconoscimenti
- 1986 -  Golden Globe
  - Nomination Miglior film
  - Nomination Miglior attrice non protagonista a Rosanna Arquette
- 1986 - Festival di Cannes
  - Nomination Miglior film
- 1986 - Premio BAFTA
  - Miglior attrice non protagonista a Rosanna Arquette
- 1986 - Premio César
  - Nomination Miglior film straniero*
- 2023
  - è stato selezionato per la conservazione nel National Film Registry degli Stati Uniti dalla Biblioteca del Congresso come "culturalmente, storicamente o esteticamente significativo".